# Rajd Safari 1981
Rezultaty Rajdu Safari (29. Marlboro Safari Rally), eliminacji Rajdowych Mistrzostw Świata w 1981 roku, który odbył się w dniach 16 kwietnia – 20 kwietnia. Była to czwarta runda czempionatu w tamtym roku. Bazą rajdu było miasto Nairobi. 

## Klasyfikacja ostateczna[1]
| Pierwsza dziesiątka | Pierwsza dziesiątka | Pierwsza dziesiątka  | Pierwsza dziesiątka                      | Pierwsza dziesiątka | Pierwsza dziesiątka | Pierwsza dziesiątka | Pierwsza dziesiątka |
| Msc.                | Nr. sam.            | Kierowca             | Samochód                                 | Grupa               | Czas                | Str.                | Punkty              |
| Msc.                | Nr. sam.            | Pilot                | Zespół                                   | Kategoria           |                     | Str.                | Punkty              |
| ------------------- | ------------------- | -------------------- | ---------------------------------------- | ------------------- | ------------------- | ------------------- | ------------------- |
| 1.                  | 7                   | Shekhar Mehta        | Datsun Violet GT                         | 4                   | 3:39                | 0.00                | 20                  |
| 1.                  | 7                   | Mike Doughty         | D.T. Dobie & Co Kenya Ltd. / Team Datsun | 3                   | 3:39                | =                   | 20                  |
| 2.                  | 5                   | Rauno Aaltonen       | Datsun Violet GT                         | 4                   | 3:44                | + 0:05              | 15                  |
| 2.                  | 5                   | Lofty Drews          | D.T. Dobie & Co Kenya Ltd. / Team Datsun | 3                   | 3:44                | + 0:05              | 15                  |
| 3.                  | 14                  | Mike Kirkland        | Datsun 160J                              | 2                   | 4:51                | + 1:12              | 12                  |
| 3.                  | 14                  | Dave Haworth         | D.T. Dobie & Co Kenya Ltd. / Team Datsun | 3                   | 4:51                | + 1:07              | 12                  |
| 4.                  | 2                   | Timo Salonen         | Datsun Silvia 200SX                      | 2                   | 7:28                | + 3:49              | 10                  |
| 4.                  | 2                   | Seppo Harjanne       | D.T. Dobie & Co Kenya Ltd. / Team Datsun | 3                   | 7:28                | + 2:37              | 10                  |
| 5.                  | 1                   | Jochi Kleint         | Opel Ascona 400                          | 4                   | 8:06                | + 4:27              | 8                   |
| 5.                  | 1                   | Gunter Wanger        | Publimmo Racing                          | 4                   | 8:06                | +0:38               | 8                   |
| 6.                  | 15                  | Jean-Claude Lefèbvre | Peugeot 504 V6 Coupé                     | 4                   | 9:12                | + 4:33              | 6                   |
| 6.                  | 15                  | Christian Delferrier | Marshalls East Africa Ltd.               | 4                   | 9:12                | + 1:06              | 6                   |
| 7.                  | 11                  | Yoshio Iwashita      | Datsun Silvia 200SX                      | 2                   | 10:11               | + 5:32              | 4                   |
| 7.                  | 11                  | Yoshimasa Nakahara   | Yoshio Iwashita                          | 3                   | 10:11               | + 0:59              | 4                   |
| 8.                  | 23                  | Jayant Shah          | Datsun 160J                              | 2                   | 10:30               | + 5:51              | 3                   |
| 8.                  | 23                  | Rishad Rimar         | Jayant Shah                              | 3                   | 10:30               | + 0:19              | 3                   |
| 9.                  | 21                  | Malcolm Smith        | Dodge Ramcharger                         | 2                   | 13:18               | + 9:39              | 2                   |
| 9.                  | 21                  | David Doig           | Dodge                                    | 4                   | 13:18               | + 2:48              | 2                   |
| 10.                 | 18                  | Rod Hall             | Dodge Ramcharger                         | 2                   | 14:16               | + 10:37             | 1                   |
| 10.                 | 18                  | Chris Bates          | Dodge                                    | 4                   | 14:16               | + 0:58              | 1                   |

## Klasyfikacja generalna po 4 rundach

### Kierowcy
|   | Msc. | Kierowca       | Pkt. |
| - | ---- | -------------- | ---- |
| = | 1    | Markku Alén    | 24   |
| = | 2    | Henri Toivonen | 23   |
| = | 3    | Guy Fréquelin  | 21   |
| = | 4    | Hannu Mikkola  | 20   |
| = | 5    | Jean Ragnotti  | 20   |

### Producenci
|   | Msc. | Producent | Pkt. |
| - | ---- | --------- | ---- |
| 2 | 1    | Opel      | 38   |
| 1 | 2    | Talbot    | 34   |
| 4 | 3    | Datsun    | 31   |
| 2 | 4    | Fiat      | 26   |
| 1 | 5    | Renault   | 18   |